# Historic Houses Trust of New South Wales
Der Historic Houses Trust of New South Wales (HHT) ist eine Organisation der australischen Denkmalpflege, die auf gesetzlicher Basis von der Regierung von New South Wales errichtet wurde. Sie ist eine Abteilung des Department of the Arts, Sport and Recreation. 
Seine Aufgabe umfasst den Schutz und Erfassung von historischen Ensembles, die nicht nur Gebäude, sondern auch Gärten, Parklandschaften und kulturelle Veranstaltungen an diesen Orten betreut. Mehr als zwei Millionen Besucher suchen jedes Jahr die historische Stätten auf, die der HHT betreut. Der Verwaltungssitz befindet sich in dem historischen Gebäude der Sydney Mint in der Macquarie Street in Sydney.

## Aufgaben und Ensembles
Der Trust ist ein staatlicher Treuhänder, der auf der Basis des im Jahr 1980 im erlassenen Historic Houses Trust Act (Denkmalschutzgesetz) aktiv wurde. Im Jahr seiner Gründung 1980 war er für das Elizabeth Bay House und Vaucluse House;  seit damals haben sich seine Aufgaben erweitert. Der Trust ist im Jahre 2010 für 13 Ensembles zuständig und führt in seinem Bestand mehr als 48.000 Artefakte dieser Ensembles in New South Wales.
- Elizabeth Bay House, Onslow Avenue, Elizabeth Bay, Sydney[1]
- Vaucluse House, Wentworth Road, Vaucluse
- Elizabeth Farm, Alice Street, Rose Hill
- Meroogal, Cnr West & Worrigee Streets, Nowra
- Rouse Hill Estate, Rouse Hill
- Rose Seidler House, Clissold Road, Wahroonga
- Hyde Park Barracks, Macquarie Street, Sydney
- Justice & Police Museum, Circular Quay, Sydney
- Museum of Sydney, Cnr Philip & Bridge Streets, Sydney
- Susannah Place Museum, The Rocks, Sydney
- Government House, Macquarie Street, Sydney
- The Mint, Macquarie Street, Sydney